# جائزة فرنسا الكبرى للدراجات النارية 1960
جائزة فرنسا الكبرى للدراجات النارية 1960 هو سباق دراجات نارية أقيم بتاريخ 22 مايو 1960. كان الجولة الأولى من أصل 7 في سباق الجائزة الكبرى للدراجات النارية موسم 1960. فاز البريطاني جون سورتيس بفئة 500 سي سي بينما جاء الإيطالي ريمو فنتوري في المركز الثاني وحصل على المركز الثالث الأسترالي بوب براون.

## وصلات خارجية
- الموقع الرسمي